# 西华路
西华路位于中国广州市，是一条呈东西走向的道路。
其东起人民北路，西至广茂铁路边，全长1600米，宽16米。目前车辆通行方向除荔湾路以西路段为由西往东单向通行外，其余路段均为双向通行。

## 歷史
在古代时，是从彩虹桥（驷马涌）登岸进入广州的道路。清朝初年称为万善里，当时东段称移民市，因清政府强迫番禺、新安、香山等县的沿海居民迁移到此而得名，后改“移”为“宜”，称宜民市。西華路口一段，原來無街。由光復北路尾至彩虹橋一段，是合併宜民市、連桂坊、榮圩及彩虹橋直街而成，而至鐵路止。1933年扩建成路并定今名。

## 特色
西華路除卻居民區，集中了不少開業十幾年的本地食店，涵蓋粥粉面飯、甜品小吃等，是較為貼近本地生活的食街。

### 路內原有產業[1]
- 广州灯具厂

- 广州泰盛染织厂

- 广州橡胶金属配件厂
- 金大鹏酒楼
- 新光酒楼
- 登峰酒楼

## 与之交会道路
- 顺序由西往东排列，粗体字为主干道
- 人民北路
- 光复北路、第一津
- 司马坊
- 康王北路
- 荔湾路
- 东风西路(被跨越不相连)
- 流花路

## 公共交通
- 广州地铁8号线彩虹橋站
- 广州地铁11号线彩虹橋站

均在鄰近荔灣路位置設有出口。